# Liu Hao (Kanute)
Liu Hao (chinesisch 刘浩, Pinyin Liú Hào; * 6. September 1993 in Yunnan) ist ein chinesischer Kanute.

## Karriere
Liu Hao gewann seine erste internationale Medaille bei den Asienspielen 2018 in Jakarta. Im Zweier-Canadier sicherte er sich mit Wang Hao auf der 1000-Meter-Strecke die Silbermedaille. Ein Jahr darauf wurde Liu in Szeged zusammen mit Wang in derselben Disziplin außerdem Weltmeister.
Bei den 2021 ausgetragenen Olympischen Spielen 2020 in Tokio ging Liu in zwei Wettbewerben an den Start. Im Einer-Canadier gelang ihm nach zwei zweiten Plätzen in den Vorläufen über 1000 Meter im Finale nach 4:05,724 Minuten erneut die Zieleinfahrt als zweitschnellster Athlet, hinter dem siegreichen Brasilianer Isaquias Queiroz und vor dem Moldauer Serghei Tarnovschi. Im Zweier-Canadier trat er auf der 1000-Meter-Strecke mit Zheng Pengfei an und erreichte mit ihm nach Siegen im Vorlauf und im Halbfinale den Finallauf. Diesen beendeten sie in 3:25,198 Minuten hinter den siegreichen Kubanern Serguey Torres und Fernando Jorge auf dem zweiten Platz und gewannen damit die Silbermedaille. Ein Jahr darauf gewann Liu in Dartmouth bei den Weltmeisterschaften im Zweier-Canadier mit Ji Bowen über 500 Meter die Bronze- und über 1000 Meter die Silbermedaille. Die beiden gewannen bei den Weltmeisterschaften 2023 in Duisburg im Zweier-Canadier über 500 m die Silbermedaille.
Sein größter Erfolg gelang Liu schließlich bei den Olympischen Spielen 2024 in Paris. Während er im Einer-Canadier über 1000 Meter nur das B-Finale und letztlich Gesamtrang 13 erreichte, lief es für ihn mit Ji Bowen im Zweier-Canadier deutlich besser. Über die 500-Meter-Distanz qualifizierten sie sich für den Finallauf, den sie in 1:39,48 Minuten für sich entschieden und Olympiasieger wurden. Sie erhielten damit die Goldmedaille vor den Italienern Gabriele Casadei und Carlo Tacchini sowie Joan Antoni Moreno und Diego Domínguez aus Spanien.